# Vibeke Stene
Vibeke Stene, née le 17 août 1978 à Sokndal en Norvège, est une spinto soprano norvégienne qui fut la chanteuse principale du groupe de metal gothique Tristania. Elle a une gamme vocale variant sur trois octaves.
En 2013, Stene revient sur la scène Metal avec l’annonce d’une future apparition avec God of Atheists et d’un nouveau groupe de Doom metal appelé Veil of Secrets.

## Jeunesse
Stene est née à Sokndal, dans le comté de Rogaland en Norvège. Ses parents se nomment Steinar Stene et Sissel Bø Stene, et elle a aussi deux sœurs nommées Ingvild et Maiken. Ses premières performances ont été pour des personnes extérieures à sa famille, dès l’âge de trois ans. Elle commence à prendre des cours de chant à l’âge de treize ans, et s’intéresse davantage au chant classique. Elle a suivi des cours de chant jusqu’à l’âge de vingt-trois ans parce qu’elle voulait devenir sa propre professeure,.

## Contexte musical
Stene a grandi dans un environnement musical. Dans une entrevue, elle a déclaré que ses influences étaient dues aux personnes avec qui elle avait joué. Avant Tristania, Stene faisait surtout du chant classique dans diverses écoles de musique. Elle a également chanté dans des chorales et a donné des concerts de jazz, folk et classique en tant qu’artiste solo ou avec différents musiciens, et a admis que « tous les voyages avec le groupe ne permettent pas de laisser une chorale dépendre de vous ». Stene a cité Tori Amos, Björk, David Bowie, Tom Waits et Diamanda Galás comme « seulement quelques-uns des nombreux chanteurs que je trouve très bons ».
Le claviériste de Tristania, Einar Moen, a déclaré dans une interview que Stene « a en fait une éducation classique – en quelque sorte une école d’opéra ou un diplôme universitaire ». Et elle a aussi pris des cours de chant depuis qu’elle est toute petite, donc elle chantera toujours. Il a également mentionné que lorsqu’il a rencontré Vibeke, elle n’était pas encore rentrée dans le milieu du metal gothique, mais plutôt dans le rock et le heavy metal.
Vers l’âge de 17 ans, Stene étudiait la musique au lycée quand elle commençait à « connaître une mélancolie intérieure ». Elle a été prise par le concept du metal gothique quand Stene a entendu parler de Theatre of Tragedy. Elle les voit pour la première fois à Stavanger et se dit qu’elle pourrait faire beaucoup mieux. Après les avoir vus en concert, elle a été inspirée et a souhaité en faire sa profession.

## Biographie

### 1996-2007: Tristania

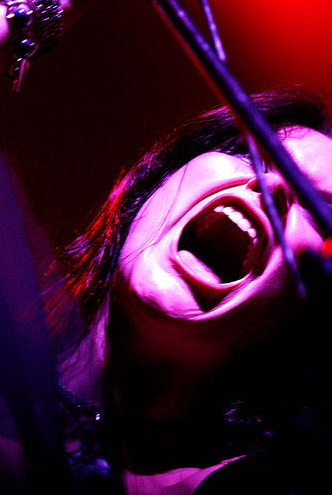
Vibeke en 2006.

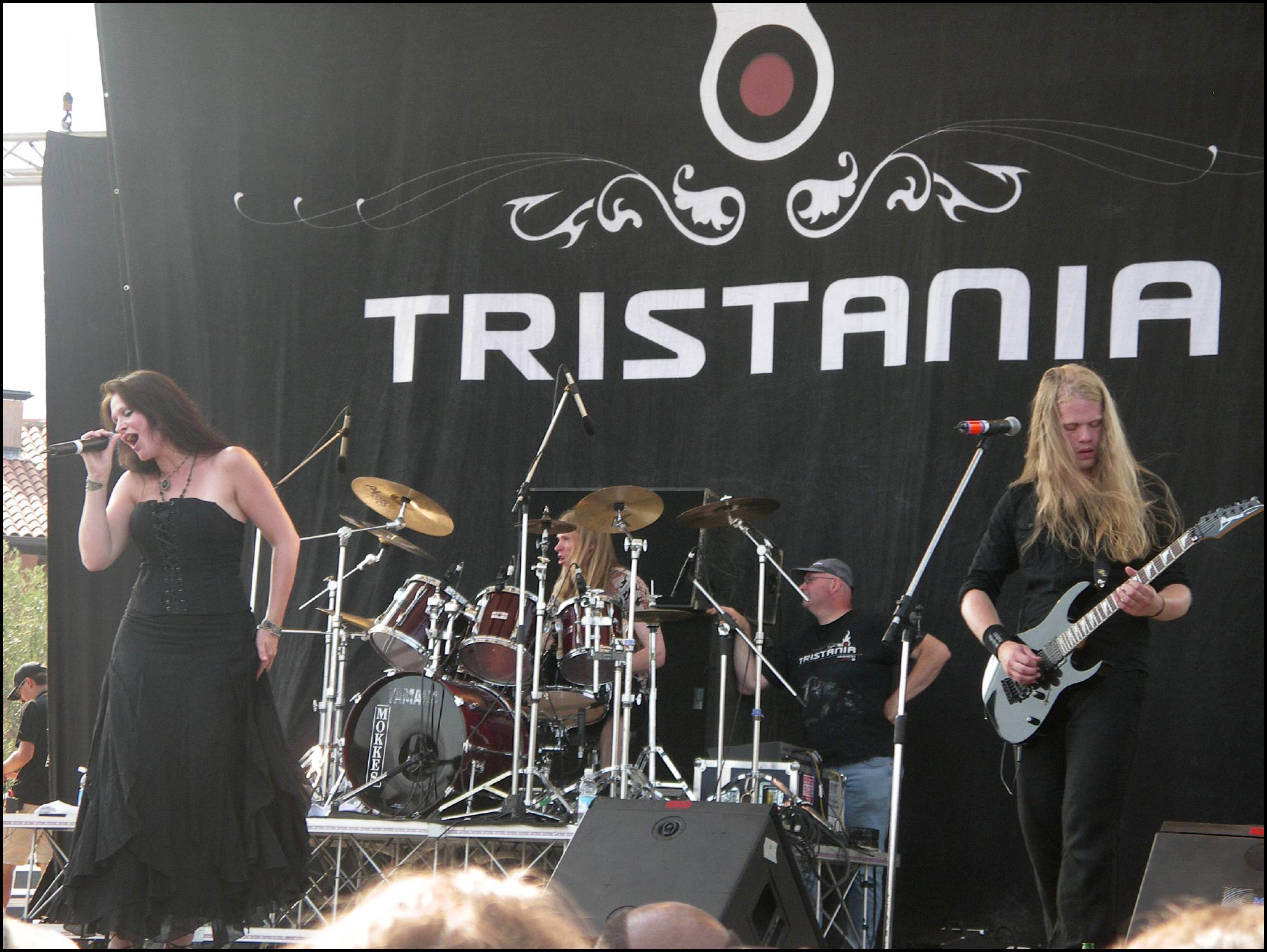
Vibeke Stene en concert avec Tristania en 2006.

Stene a rencontré les membres du groupe par l’intermédiaire d’un ami et les a revus lors d’un concours de musique . Elle les a rejoints à l’âge de 18 ans alors qu’elle était encore à l’école. À cette époque, Tristania prévoyait d’enregistrer leur première démo . D'abord elle fut considérée seulement comme une chanteuse additionnelle, mais plus tard elle rejoindra le groupe de manière permanente. Le chant de Vibeke deviendra bien connu des fans de metal gothique, la plupart du temps en Europe, principalement parce que sa voix maintient une qualité distinctive . D’après elle, elle ne savait pas qu’elle était son statut dans le groupe jusqu’à ce qu’elle lise une interview après la sortie de Widow's Weeds . Le 27 février 2007, immédiatement après la sortie de l'album Illumination, Stene a quitté Tristania pour terminer son diplôme universitaire qu’elle avait commencé mais n’avait pas terminé en 2000, et aussi parce qu’elle n’aimait pas la direction dans laquelle la musique du groupe allait,.
Elle se consacre à l'enseignement du chant.
Au printemps 2007, à l’époque où Stene quittait Tristania, le groupe de metal symphonique finlandais Nightwish allait annoncer le nom de leur nouvelle chanteuse. En raison du récent départ de Stene de Tristania, il a été largement discuté dans les cercles musicaux que Vibeke allait rejoindre Nightwish pour remplacer Tarja Turunen. La rumeur a été rapidement démentie quand Stene a dit dans une interview, "Je ne suis pas la nouvelle chanteuse de Nightwish." 
Avec Tristania, Stene a publié une démo, 5 albums, et 2 singles. Le groupe est devenu l’un des acteurs principaux de la scène du metal gothique à la fin des années 1990. Ils ont fait de nombreuses tournées en Amérique et en Europe. Ils ont aussi participé à certains des plus grands festivals européens.
En 1999, elle travaille également avec Green Carnation sur leur album Journey To The End Of The Night.

### 2007-2012: Retraite du milieu musical
En 2011, le groupe électronique Plutho a sort une chanson intitulée "Queen of Broken Hearts" dans laquelle Stene figurait. Selon les membres du groupe, la chanson a été enregistrée en 1999, indiquant qu'elle n'était pas sortie de sa retraite. Dans une interview de 2010, Stene a été invitée à chanter de nouveau. Elle déclare que lorsqu'elle recevrait une bonne offre, elle l'accepterait,.

### 2013-2019: Retour et Théâtre

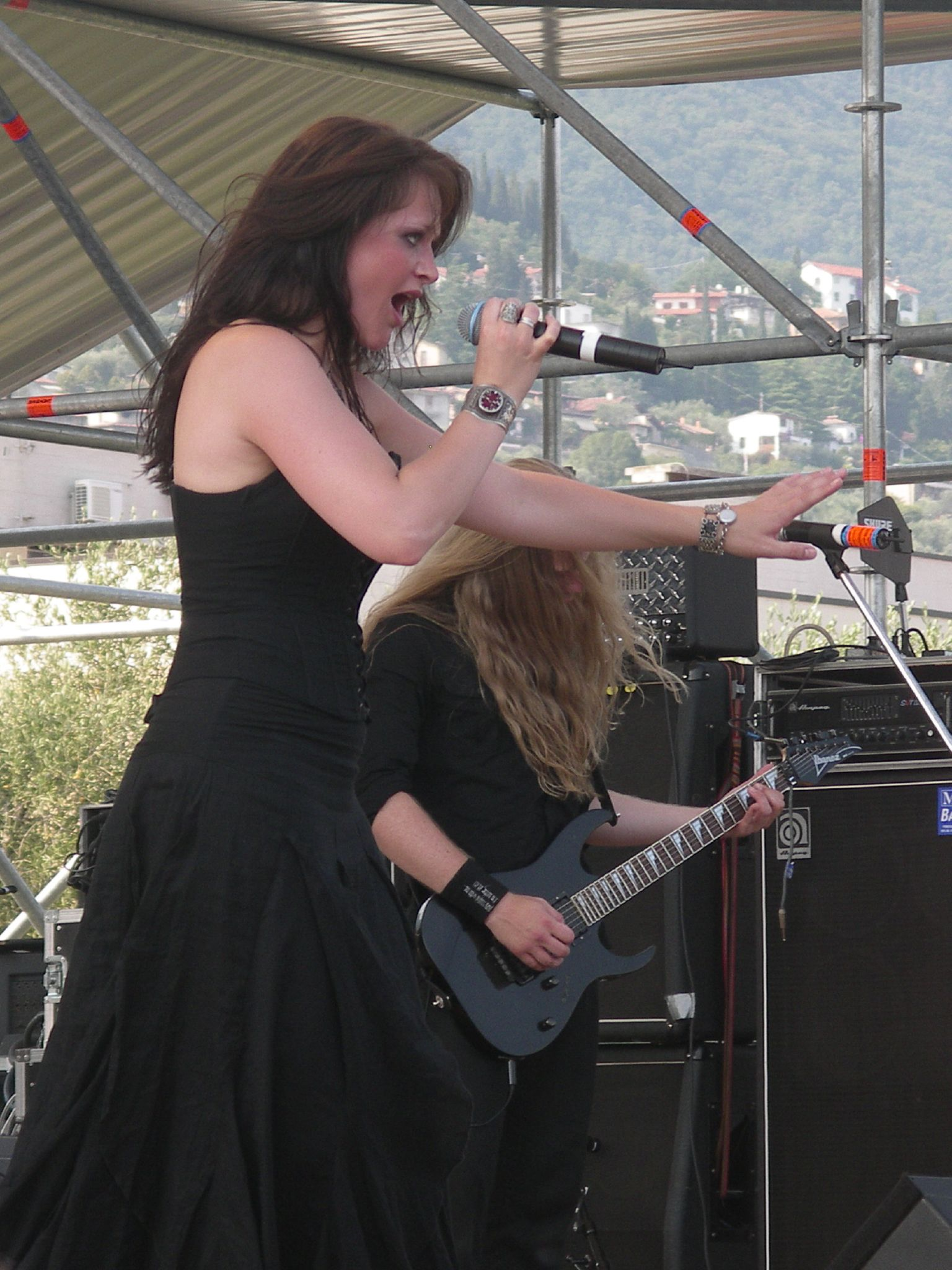
Vibeke Stene en concert en 2006

En juin 2013, elle annonce son retour musical sur sa page Facebook officielle en plus d’un album en préparation (qui devrait paraître en 2017), elle participe aussi au premier album du groupe international God of Atheists qui comprend des musiciens tels que ICS Vortex de Dimmu Borgir, Ihsahn de Emperor, Trym Torson de Zyklon, entre autres,.
Le 17 août 2015, Stene a annoncé dans sa page qu’elle ne travaillerait pas en solo mais sur un nouveau projet de groupe qui commencerait à enregistrer à l’automne.
Stene a travaillé sur une pièce intitulée "Skammens Gissel" traduit "Hostage of Shame" avec son ami scénariste Kai Erland.
Le 13 octobre 2015, elle monte sur les planches pour la première fois au Théâtre Kilden de Kristiansand, interprétant le rôle de Silja pour la pièce. Ses débuts au théâtre ont eu lieu,.
Silja a fait le choix de quitter son mari et ses enfants pour un collectif de soldats allemands. À la fin de la guerre, elle est retourne avec un des soldats dans sa patrie. Après quelques années, son fils  décide de retrouver sa mère. Il l’a trouvé en Allemagne et l’a ramené en Norvège en secret. Dans le sud de la Norvège Silja devient otage, prise dans sa propre maison par la honte. Son fils doit porter le secret seul. Le drame se joue dans la maison entre la mère et le fils et ceux qui sont dans la rue, libres – ou non libres.

### 2020: Veil Of Secrets
Le 9 juillet 2020, Vibeke annonce via sa page Facebook la création d'un nouveau groupe de doom nommé "Veil of Secrets" en collaboration avec Asgeir Mickelson (ex-Borknagar, Sarke, Ihsahn, Testament). Leur premier album "Dead Poetry" sort le 30 novembre 2020. Il est enregistré par Mickelson et mixé par BØRGE FINSTAD au Toproom Studio. Sur l'album, Mickelson s'est occupé des guitares, de la batterie et de la basse, Sareeta (Ram-Zet, ex-Ásmegin) s'est chargé des violons et Erling Malm (Articulus, Endolith) a géré les voix masculine. La pochette de l'album a été réalisé par Kjell Åge Meland. L'album est en cours de mastering au Dub Studio par Endre Kirkesola.
Avec l'arrivée de cette nouvelle, Stene s'est exprimé :

Après quelques années sans production ni diffusion musicale, j'ai ressenti un profond désir de créer et de me sentir vivante à travers la musique. J'ai donc commencé à chercher une solution. Quand Asgeir m'a contacté pour le projet God of Atheists, nous avons commencé à partager nos goûts musicaux et nos idées, ce qui a conduit à un processus d'expression satisfaisant. J'ai profité de l'occasion pour croire que mes paroles, mes pensées et mes rêves pouvaient avoir n'importe quelle valeur combinée avec mes tons intérieurs. Le processus de composition de "Dead Poetry" est profondément fondé sur l'honnêteté et la confiance, et je suis donc très fier de partager enfin "Veil of Secrets".

## Vie privée
Stene a deux enfants. Elle a donné naissance à un garçon en 2007, et quelques années plus tard elle donne naissance à une fille,.

## Discographie

### Albums (avecTristania)

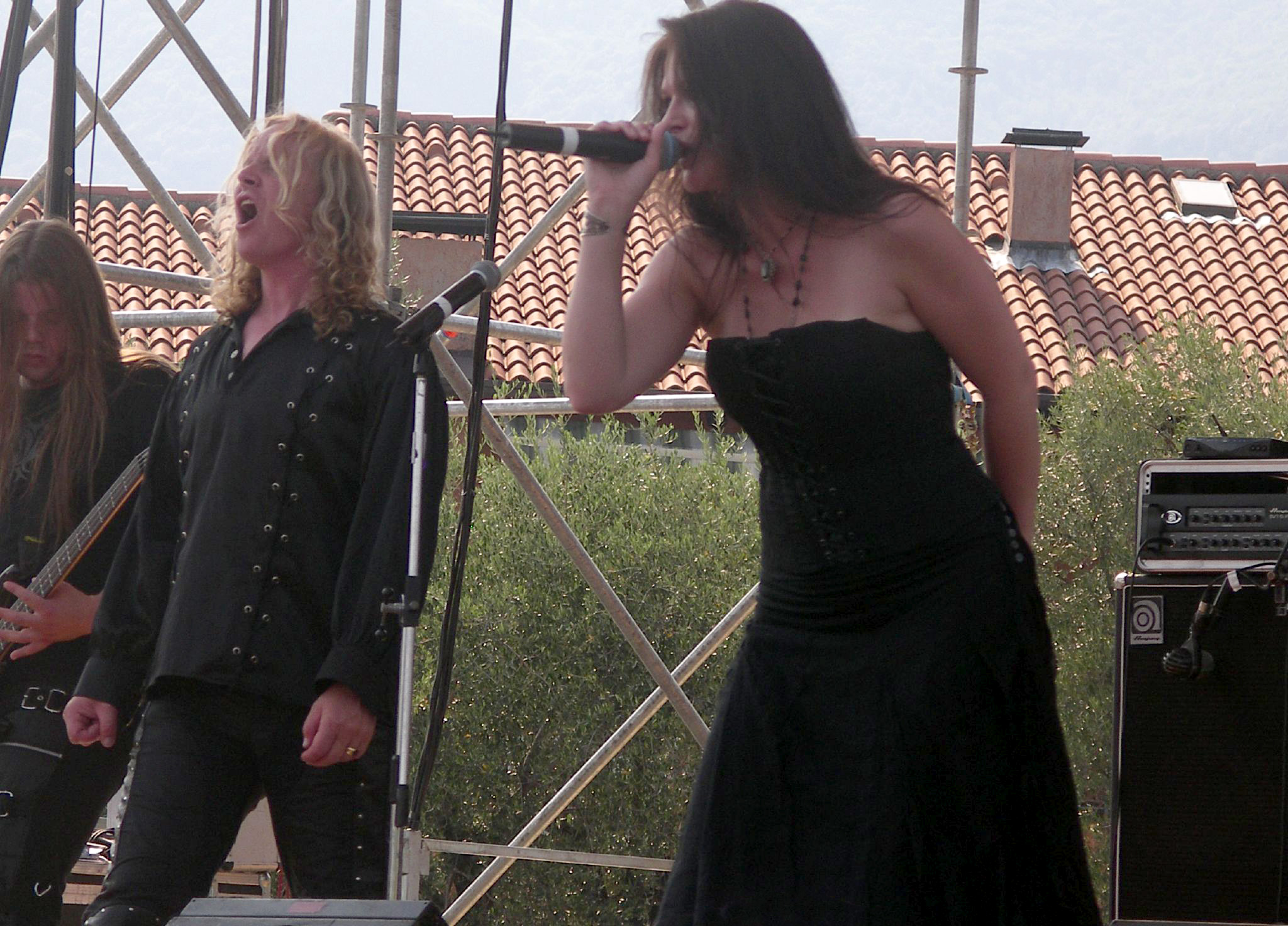
Tristania au Evolution Fest 2006.

- Widow's Weeds (1997)
- Beyond the Veil (1998)
- World of Glass (2000)
- Ashes (2005)
- Illumination (2007)

### Albums live
- Widow's Tour (1999)
- Widow's Tour/Angina (1999)

### EP
- Tristania (1997)

### Singles
- Angina (1998)
- Sanguine Sky (2007)

#### Vidéographies
- Evenfall (1998)
- Equilibrium (2005)
- Libre (2005)

### AvecVeil of Secrets
- Dead Poetry (2020)

### Chanteuse invitée
- Green Carnation - Journey to the End of the Night (1999)
- Samael - Solar Soul (2007)
- Plutho - Bob, You Don't Wanna Go There! (2011)
- God of Atheists- TBA

## Liens
- Site Officiel